# Maeda Toshinari

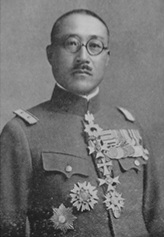
Generalleutnant Kōshaku Maeda Toshinari.

Kōshaku Maeda Toshinari (japanisch: 前田 利為; * 5. Juni 1885 in Tokio; † 5. September 1942 bei einem Flugzeugabsturz über Bintulu, Sarawak, Borneo) war ein japanischer Offizier und zuletzt Generalleutnant der Kaiserlichen Armee, der während des Zweiten Weltkrieges als Kommandeur der Burma-Verteidigungsarmee 1942 bei einem Flugzeugabsturz über Borneo ums Leben kam.

## Leben

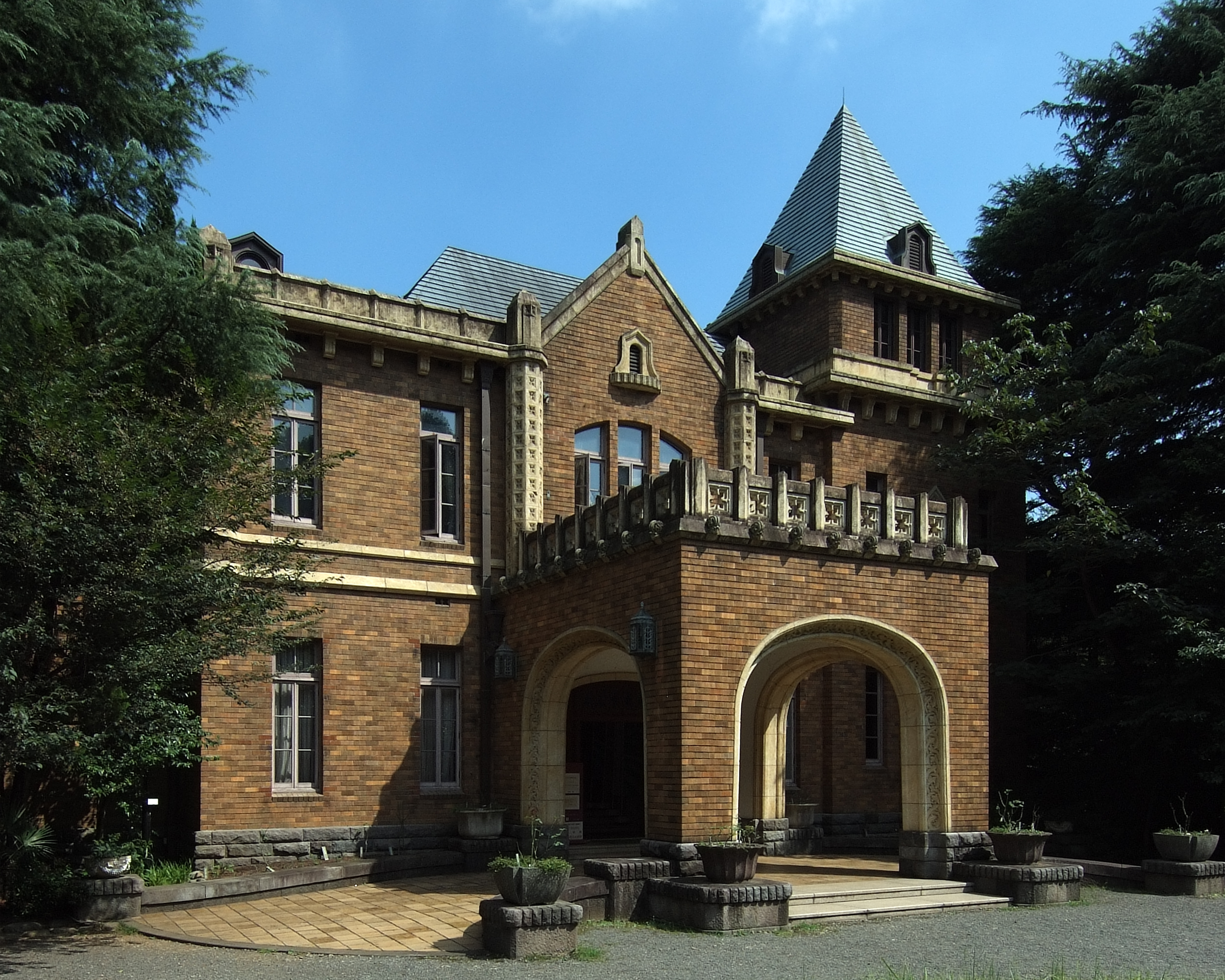
Die 1929 von Kōshaku Maeda Toshinari errichtete Maeda-Residenz im westlichen Stil

Maeda Toshinari stammt aus dem zum Schwertadel (Buke gehörenden Maeda-Klan und erbte nach dem Tode seines Vaters Maeda Toshitsugu (1858–1900) den Titel als Markgraf (Kōshaku) und 16. Chef des Kaga-Maeda-Klans. Als solcher war er zeitweise Mitglied des Herrenhauses (Kizokuin), des Oberhauses des Reichstages. Er absolvierte eine Offiziersausbildung an der Heeresoffizierschule (Rikugun Shikan Gakkō). Nach deren Abschluss trat er in die Kaiserlichen Armee (Dai-Nippon Teikoku Rikugun) ein und fand in der Folgezeit zahlreiche Verwendungen als Offizier. Er war 1911 auch Absolvent der Heereshochschule (Rikugun Daigakkō). Nach verschiedenen weiteren Verwendungen als Offizier und Stabsoffizier war er zwischen dem 10. August 1924 und dem 26. Juli 1927 selbst Instrukteur an der Heereshochschule. Im Komaba-Park, ein öffentlicher Park im Stadtteil Komaba im Tokioter Bezirk Meguro, ließ er als Chef des Maeda-Klans 1929 eine Residenz im westlichen Stil (旧前田侯爵洋館, Kyu Maeda kōshaku yōkan; 1) errichten. Das Gebäude wurde auf Empfehlung des Professors für Architektur an der Universität Tokio, Tsukamoto Yasushi (塚本靖; 1869–1937), von Takahashi Teitarō (高橋貞太郎; 1892–1970) im Tudor-Stil entworfen. Es hat drei Stockwerke und ist unterkellert.
Im Anschluss war er vom 26. Juli 1927 bis zum 3. Juni 1930 Militärattaché an der Botschaft im Vereinigten Königreich und wurde in dieser Verwendung am 10. August 1928 zum Oberst (taisa) befördert. Nach seiner Rückkehr wurde er zwischen dem 3. Juni und dem 1. August 1930 zum Generalstab (sambō hombu) abgeordnet und war danach vom 1. August 1930 bis zum 1. August 1931 Kommandeur des 2. Regiments der Kaiserlichen Garde (Konoe shidan), ehe er zwischen dem 1. August 1931 und dem 18. März 1933 Leiter des Referats 9 Militärgeschichte in der 4. Sektion des Generalstabes des Heeres.
Nach seiner Beförderung zum Generalmajor (shōshō) am 18. März 1933 war Maeda vom 18. März bis zum 1. August 1933 erneut Instrukteur an der Heereshochschule und anschließend zwischen dem 1. August 1933 und dem 15. März 1935 Kommandeur der 2. Infanteriebrigade. Danach kehrte er in den Generalstab zurück und war in diesem vom 15. März 1935 bis zum 1. August 1936 Chef der 4. Sektion. Am 1. August 1936 wurde er Nachfolger von Generalmajor Obata Toshishirō als Kommandant der Heereshochschule und bekleidete diese Funktion bis zum 2. August 1937, woraufhin Generalmajor Imai Kiyoshi am 2. August 1937 und Generalmajor Tada Hayao am 14. August 1937 zunächst kommissarische Kommandanten wurde, ehe am 5. März 1938 Generalmajor Tsukada Osamu neuer Kommandant der Heereshochschule wurde. In dieser Verwendung erhielt Maeda am 1. Dezember 1936 auch seine Beförderung zum Generalleutnant (chūjō). Er war vom 2. August 1937 bis zum 10. Dezember 1938 Kommandeur der 8. Division (Dai-hachi Shidan), der sogenannten „Zederndivision“ (Sugi-heidan). Nachdem er zwischen dem 10. Dezember 1938 und dem 24. Januar 1939 abermals zum Generalstab abgeordnet war, trat er am 24. Januar 1939 in den Ruhestand.
Während des Zweiten Weltkrieges wurde Maeda Toshinari am 11. April 1942 in den aktiven Kriegsdienst zurückberufen und wurde Kommandeur der neu aufgestellten Burma-Verteidigungsarmee 1942. Auf diesem Posten kam er am 5. September 1942 bei einem Flugzeugabsturz über Borneo ums Leben, woraufhin Generalleutnant Yamawaki Masataka neuer Kommandeur der Burma-Verteidigungsarmee wurde.

## Weblink
- Maeda, Toshinari. In: The Generals of WWII (generals.dk). Abgerufen am 19. Juli 2023 (englisch).

| Personendaten    | Personendaten                                                          |
| ---------------- | ---------------------------------------------------------------------- |
| NAME             | Maeda Toshinari                                                        |
| ALTERNATIVNAMEN  | 前田利為 (japanisch)                                                   |
| KURZBESCHREIBUNG | japanischer Offizier, Generalleutnant der Kaiserlich-Japanischen Armee |
| GEBURTSDATUM     | 5. Juni 1885                                                           |
| GEBURTSORT       | Tokio                                                                  |
| STERBEDATUM      | 5. September 1942                                                      |
| STERBEORT        | Flugzeugabsturz über Bintulu, Sarawak, Borneo                          |